# SMS Karlsruhe (1912)
El SMS Karlsruhe fue un crucero ligero de la clase Karlsruhe construido por la Marina Imperial alemana. Tenía un buque gemelo, el SMS Rostock. Los buques eran muy similares a los anteriores cruceros de la clase Magdeburg. El buque fue construido en 1911, botado en noviembre de 1912 y terminado en enero de 1914. Armado con doce cañones SK L/45 de 10,5 cm, el Karlsruhe tenía una velocidad máxima de 28,5 nudos (52,8 km/h; 32,8 mph), lo que le permitió escapar de los cruceros británicos durante su carrera.
Después de su entrada en servicio, el Karlsruhe fue asignado a tareas de ultramar en el mar Caribe. Llegó a la zona en julio de 1914, días antes del estallido de la Primera Guerra Mundial. Una vez iniciada la guerra, armó al transatlántico de pasajeros SS Kronprinz Wilhelm, pero mientras los buques transferían equipo, los barcos británicos los localizaron y persiguieron al Karlsruhe. Su velocidad superior le permitió escapar, tras lo cual operó frente a la costa noreste de Brasil. Allí capturó o hundió dieciséis barcos. El 4 de noviembre de 1914, mientras se dirigía a atacar las rutas marítimas hacia Barbados, una explosión interna espontánea destruyó el buque y mató a la mayoría de la tripulación. Los supervivientes utilizaron uno de los carboneros del Karlsruhe para regresar a Alemania en diciembre de 1914.

## Hundimiento

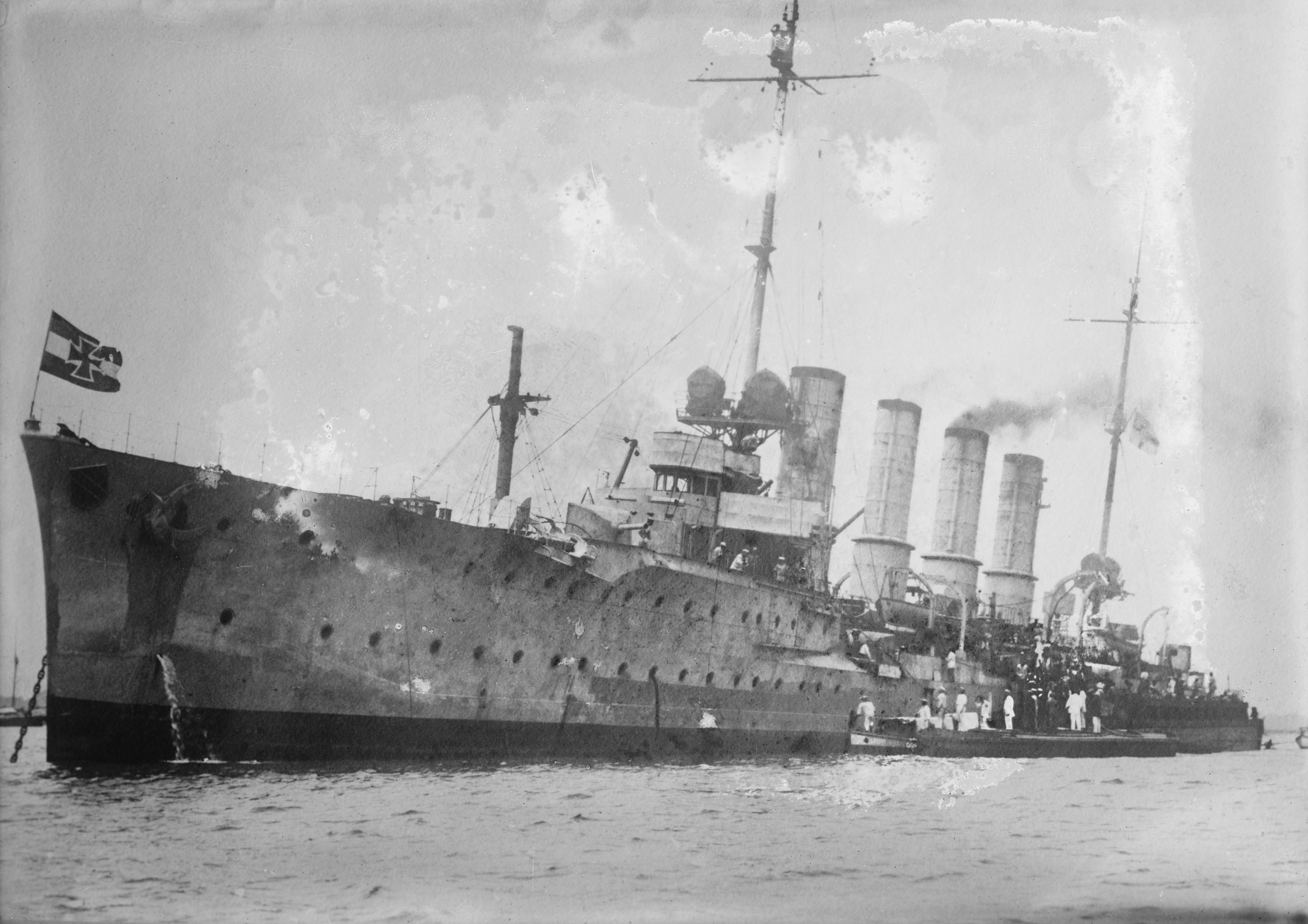
Karlsruhe atracando en San Juan poco después del estallido de la guerra

Al iniciarse la Primera Guerra Mundial el SMS Karlsruhe estaba en el mar Caribe y sus órdenes eran llevar a cabo una campaña de asalto comercial contra el tráfico mercantil británico. Mientras el Karlsruhe se dirigía a Barbados la noche del 4 de noviembre, una explosión interna espontánea destruyó el barco aproximadamente a las 18:30 horas. El casco se partió por la mitad; la sección de proa se hundió rápidamente y se llevó consigo al comandante Köhler y a la mayor parte de la tripulación. La popa permaneció a flote el tiempo suficiente para que 146 miembros de la tripulación escaparan a los coleros que acudieron, el transatlántico de Hamburg Süd SS Rio Negro y el vapor británico capturado SS Indrani. 
A las 18:57, la popa también se hundió. El comandante Studt, el oficial superviviente de mayor rango, tomó el mando y colocó a todos sus hombres a bordo del Rio Negro. Hundió el Indrani y puso rumbo al norte, hacia Islandia. Al amparo de una fuerte tormenta, el buque burló el bloqueo británico del Mar del Norte y recaló en Ålesund (Noruega). El Rio Negro regresó a Alemania el 6 de diciembre. El Admiralstab, desconocedor de la pérdida del Karlsruhe, llamó por radio al buque para ordenarle que regresara a Alemania. Alemania mantuvo en secreto la pérdida del buque, y los británicos continuaron buscándolo hasta que supieron de su destino en marzo de 1915. La viuda de Köhler bautizó al crucero Karlsruhe, el tercero en llevar su nombre, en su botadura en agosto de 1927.